# MiG–8
A MiG–8 Utka (oroszul: МиГ–8 Утка; Utka = kacsa) a Szovjetunióban, a Mikojan–Gurevics tervezőirodában (OKB–155) az 1940-es években kifejlesztett, fából készült kísérleti repülőgép. Építésének célja a kacsa-vezérsík és a nyilazott szárnyak tesztelése volt. Ez volt a tervezőiroda első orrfutóműves konstrukciója. A típust később összekötő repülőgépként használták.

## Története
A gép beceneve (Utka) a kacsa-vezérsíkra utal, mely stabilabbá és kezelhetőbbé teszi a repülőgépet, ezáltal segít elkerülni a repülés közbeni átesést. Ezt és a nyilazott szárnyak alacsony repülési sebességen való működését vizsgálták a MiG–8 segítségével. A tesztek eredményeit a későbbi sugárhajtóműves vadászgépeknél (például a MiG–15-nél) használták fel. A tesztek során a repülőgép egy Svecov M–11 típusú csillagmotorral rendelkezett, melyet toló légcsavarral láttak el. A MiG–8 könnyű szerkezetű repülőgép volt, fából és vászonból készült. A pilóták elmondásuk szerint kedvelték a típust, mert könnyű volt a kezelhetősége.

## Fordítás
Ez a szócikk részben vagy egészben  a   Mikoyan-Gurevich MiG-8 című angol Wikipédia-szócikk ezen változatának fordításán alapul.  Az eredeti cikk szerkesztőit annak laptörténete sorolja fel. Ez a jelzés csupán a megfogalmazás eredetét és a szerzői jogokat jelzi, nem szolgál a cikkben szereplő információk forrásmegjelöléseként.